# Liste des compagnies aériennes au Pakistan

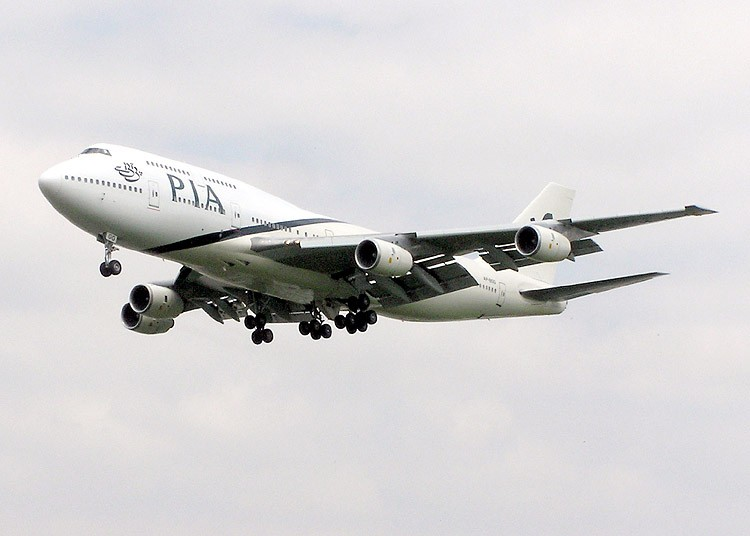
Boeing 747 de Pakistan International Airlines (principale compagnie nationale).

## Compagnies aériennes régulières
| Compagnie aérienne              | Image | IATA | OACI | Indicatif d'appel | Commencé | Hubs                                         | Type            |
| ------------------------------- | ----- | ---- | ---- | ----------------- | -------- | -------------------------------------------- | --------------- |
| airblue                         |       | PA   | ABQ  | AIRBLUE           | 2004     | Aéroport international de Jinnah ( Karachi ) | À bas prix      |
| AirSial                         |       | PF   | SIF  | Air Sial          | 2020     | Aéroport international de Jinnah ( Karachi ) | À bas prix      |
| Pakistan International Airlines |       | PK   | PIA  | PAKISTAN          | 1946     | Aéroport international de Jinnah ( Karachi ) | Service complet |
| SereneAir                       |       | ER   | SEP  | SERENE Air        | 2017     | Aéroport international de Jinnah ( Karachi ) | À bas prix      |

## Compagnies aériennes charter
| Compagnie aérienne  | Image | IATA | OACI | Indicatif d'appel | Hubs                                         |
| ------------------- | ----- | ---- | ---- | ----------------- | -------------------------------------------- |
| Askari Air Pakistan |       | 4K   | AKP  | ASKARI AIR        | -                                            |
| ASSL                |       | -    | ACS  | AIRCRAFT SALES    | Aéroport international de Jinnah ( Karachi ) |
| Jets princiers      |       | -    | PJP  | PRINCELY JETS     | Aéroport international de Jinnah ( Karachi ) |

## Compagnies aériennes cargo
| Compagnie aérienne       | Image | IATA | OACI | Indicatif d'appel | Hubs                                       |
| ------------------------ | ----- | ---- | ---- | ----------------- | ------------------------------------------ |
| Vision Air International |       | -    | VIS  | Dreambird         | Aéroport international de Jinnah (Karachi) |
| Air Falcon               |       | -    | FPK  | Feather           | Aéroport international de Jinnah (Karachi) |

## Voir également
- Liste des anciennes compagnies aériennes du Pakistan
- Liste des anciennes compagnies aériennes d'Asie
- Autorité de l'aviation civile du Pakistan
- Transport au Pakistan

- Liste des compagnies aériennes
- Liste des compagnies aériennes en Asie
- Compagnies aériennes interdites d'exploitation dans l'Union européenne
- Liste des compagnies aériennes disparues en Asie
- Liste des compagnies aériennes en Europe